# Turner County (Georgia)
Turner County is een county in de Amerikaanse staat Georgia.
De county heeft een landoppervlakte van 741 km² en telt 9.504 inwoners (volkstelling 2000). De hoofdplaats is Ashburn.

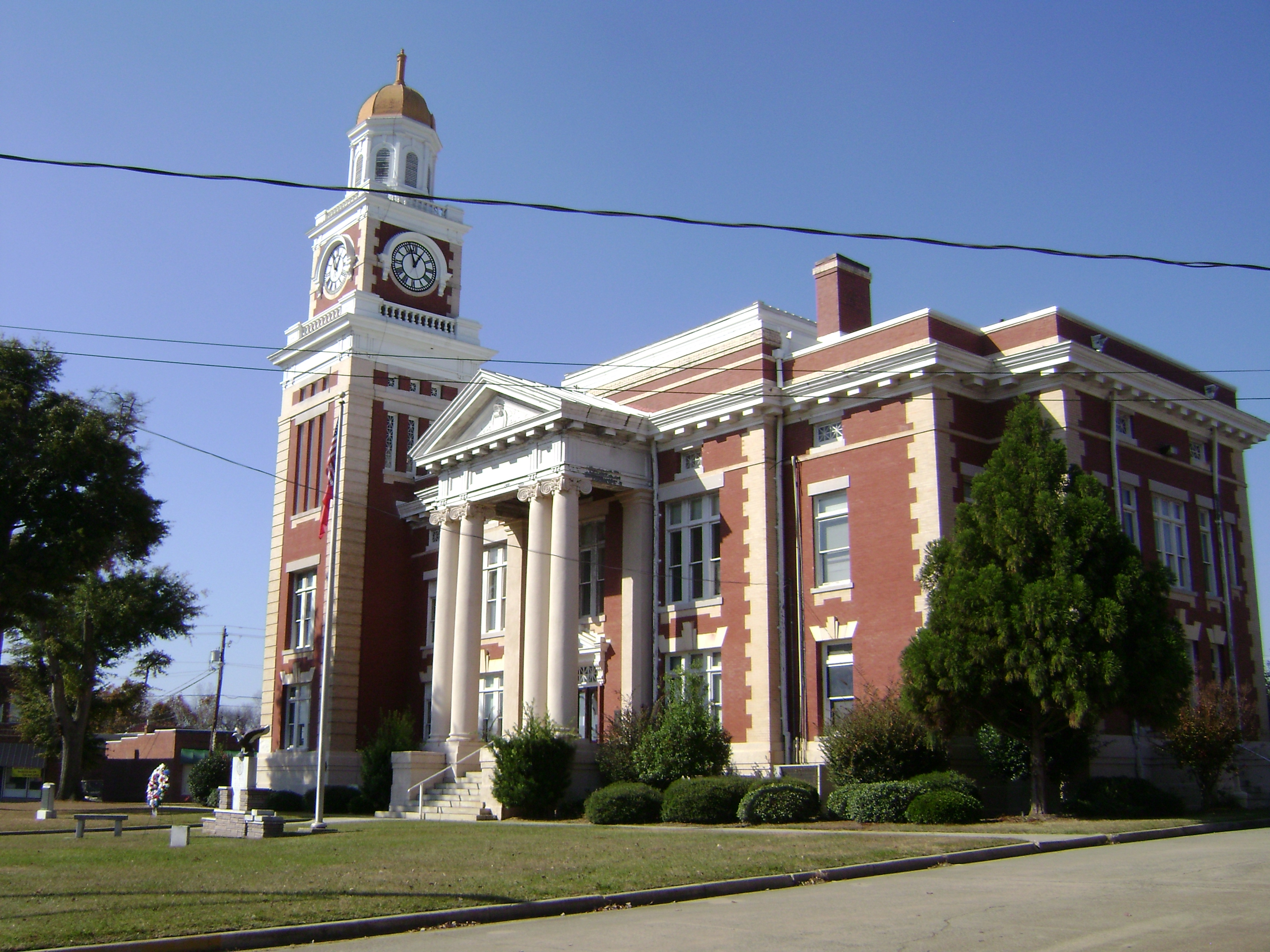
Turner County Courthouse